# Leonie de Sonnaville (manzana)
Leonie de Sonnaville es el nombre de una variedad cultivar de manzano (Malus domestica). 
Un híbrido de manzana diploide resultado del cruce de 'Cox's Orange Pippin' x 'Jonathan'. Criado por P. de Sonnaville, IVT, Wageningen, Países Bajos. Fue recibido por el National Fruit Trials (Probatorio Nacional de Fruta) de Reino Unido en 1974. Las frutas son dulces y jugosas con un sabor aromático.

## Historia
'Leonie de Sonnaville' es una variedad de manzana, obtención realizada por el horticultor P. de Sonnaville en el "Institut für Gärtnerische Pflanzenzüchtung" en Wageningen (Países Bajos), resultado del cruce de la variedad 'Cox's Orange Pippin' como Parental-Madre x polen de Parental-Padre de 'Jonathan'. Fue recibido por el National Fruit Trials (Probatorio Nacional de Fruta) de Reino Unido en 1974.
'Leonie de Sonnaville' está cultivada en diversos bancos de germoplasma de cultivos vivos tales como en National Fruit Collection (Colección Nacional de Fruta) de Reino Unido con el número de accesión: 1974-339 y nombre de accesión: Leonie de Sonnaville.

## Características
'Leonie de Sonnaville' es un árbol de un vigor moderadamente vigoroso. Tiene un tiempo de floración que comienza a partir del 14 de mayo con el 10% de floración, para el 18 de mayo tiene una floración completa (80%), y para el 24 de mayo tiene un 90% caída de pétalos.
'Leonie de Sonnaville' tiene una talla de fruto de medio a grande; forma redondo aplanada a cónica; con nervaduras ausentes, y corona débil a media; epidermis tiende a ser dura suave con color de fondo es verde amarillento, sobre el que hay un lavado rojo brillante con rayas más notorias en los bordes descoloridos, presenta pequeñas lenticelas rojizas de color claro que están esparcidas por la superficie y son más visibles en la cara coloreada, "russeting" (pardeamiento áspero superficial que presentan algunas variedades) bajo a medio; cáliz es medio y parcialmente abierto, asentado en una cuenca en forma de embudo de profundidad media; pedúnculo es corto y algo robusto, colocado en una cavidad abierta en forma de embudo de profundidad media con un ruginoso-"russeting" verdoso que se extiende sobre los hombros, y a veces, hasta la cara de la manzana; carne de color amarillento, sabor jugoso, dulce y aromático.
Su tiempo de recogida de cosecha se inicia a mediados de octubre. Se mantiene bien hasta dos meses en cámara frigorífica.

## Usos
Una excelente manzana para comer en postre de mesa.

## Ploidismo
Diploide, autoestéril. Grupo de polinización: E, Día 18.